# UCI America Tour 2009
Die UCI America Tour ist der vom Weltradsportverband UCI zur Saison 2005 eingeführte amerikanische Straßenradsport-Kalender unterhalb der UCI ProTour. Die fünfte Saison beginnt am 1. Oktober 2008 und endet am 30. September 2009.
Die Eintagesrennen und Etappenrennen der UCI America Tour sind in drei Kategorien (HC, 1 und 2) eingeteilt.

## Gesamtstand
(Endstand: 30. September 2009)
| Platz | Fahrer          | Punkte |
| ----- | --------------- | ------ |
| 1.    | Gregorio Ladino | 238    |
| 2.    | José Rujano     | 198    |
| 3.    | Arnold Alcolea  | 186    |
| 4.    | Luis Sepúlveda  | 161    |
| 5.    | José Serpa      | 148    |
| 6.    | Scott Zwizanski | 136    |
| 7.    | Manuel Medina   | 132    |
| 8.    | Thor Hushovd    | 127    |
| 9.    | Grégory Brenes  | 123    |
| 10.   | Alfredo Lucero  | 118    |
| 36.   | David Vitoria   | 57     |
| 73.   | Philipp Mamos   | 38,66  |

| Platz | Team                     |                    | Punkte |
| ----- | ------------------------ | ------------------ | ------ |
| 1.    | Diquigiovanni            | Venezuela          | 440    |
| 2.    | Tecos de la Guadalajara  | Mexiko             | 365    |
| 3.    | Kelly Benefit Strategies | Vereinigte Staaten | 228    |
| 4.    | Planet Energy            | Kanada             | 225    |
| 5.    | Rock Racing              | Vereinigte Staaten | 209    |
| 6.    | Cervélo TestTeam         | Schweiz            | 153    |
| 7.    | Barbot-Siper             | Portugal           | 144    |
| 8.    | Colombia es Pasion       | Kolumbien          | 142    |
| 9.    | Colavita/Sutter Home     | Vereinigte Staaten | 140    |
| 10.   | Amore & Vita-McDonald's  | Vereinigte Staaten | 125,3  |
| 11.   | CT Differdange           | Luxemburg          | 123    |
| 21.   | Elk Haus                 | Osterreich         | 40     |
| 40.   | Team Nutrixxion          | Deutschland        | 5      |

| Platz | Nation             | Punkte |
| ----- | ------------------ | ------ |
| 1.    | Kolumbien          | 1466,3 |
| 2.    | Venezuela          | 989,66 |
| 3.    | Vereinigte Staaten | 779,2  |
| 4.    | Argentinien        | 580    |
| 5.    | Brasilien          | 555    |
| 6.    | Kanada             | 484    |
| 7.    | Kuba               | 403    |
| 8.    | Uruguay            | 374    |
| 9.    | Mexiko             | 269    |
| 10.   | Costa Rica         | 263,6  |

| Platz | Nation (U23)       | Punkte |
| ----- | ------------------ | ------ |
| 1.    | Kolumbien          | 522    |
| 2.    | Vereinigte Staaten | 421,18 |
| 3.    | Venezuela          | 145    |
| 4.    | Costa Rica         | 128,8  |
| 5.    | Kanada             | 124    |
| 6.    | Uruguay            | 96     |
| 7.    | Brasilien          | 83     |
| 8.    | Kuba               | 64     |
| 9.    | Ecuador            | 57     |
| 10.   | Mexiko             | 43     |

## Rennkalender

### Oktober 2008
| Datum  | Rennen                        | Kat. | Sieger            | Team                         |
| ------ | ----------------------------- | ---- | ----------------- | ---------------------------- |
| 5.–15. | Clásico Ciclístico Banfoandes | 2.2  | José Serpa        | Serramenti PVC Diquigiovanni |
| 6.–12. | Vuelta a Chihuahua            | 2.2  | Francisco Mancebo | Fercase-Rota dos Móveis      |
| 20.–1. | Vuelta a Guatemala            | 2.2  | Manuel Medina     | Café Quetzal Sello Verde     |

### November 2008
| Datum   | Rennen                  | Kat. | Sieger                  | Team                                   |
| ------- | ----------------------- | ---- | ----------------------- | -------------------------------------- |
| 2.–9.   | Vuelta a Bolivia        | 2.2  | Luis Fernando Camargo   | Boyaca Colombia                        |
| 22.–30. | Vuelta al Ecuador       | 2.2  | Byron Guamá             | EMAAP                                  |
| 25.–30. | Vuelta Ciclista Chiapas | 2.2  | Gregorio Ladino         | Tecos de la Universidad de Guadalajara |
| 28.–7.  | Tour de Santa Catarina  | 2.2  | verschoben in den April |                                        |

### Dezember 2008
| Datum   | Rennen              | Kat. | Sieger         | Team          |
| ------- | ------------------- | ---- | -------------- | ------------- |
| 14.–28. | Vuelta a Costa Rica | 2.2  | Grégory Brenes | BCR-Pizza Hut |

### Januar
| Datum   | Rennen                | Kat. | Sieger          | Team                |
| ------- | --------------------- | ---- | --------------- | ------------------- |
| 6.–17.  | Vuelta al Táchira     | 2.2  | Rónald González | Loteria Del Tachira |
| 16.–17. | Giro del Sol San Juan | 2.2  | Emanuel Saldaño | Forjar Salud/UOM    |
| 19.–25. | Tour de San Luis      | 2.1  | Alfredo Lucero  | Argentinien         |

### Februar
| Datum   | Rennen                             | Kat. | Sieger                  | Team               |
| ------- | ---------------------------------- | ---- | ----------------------- | ------------------ |
| 10.–22. | Vuelta a Cuba                      | 2.2  | Arnold Alcolea          | Kuba               |
| 15.–22. | Kalifornien-Rundfahrt              | 2.HC | Levi Leipheimer         | Astana             |
| 22.–1.  | Vuelta a la Independencia Nacional | 2.2  | Luis Fernando Sepúlveda | Aro & Pedal-Inteja |
| 24.–1.  | Rutas de América                   | 2.2  | Hernán Cline            | C.C. Alas Rojas    |

### März
| Datum   | Rennen                                     | Kat. | Sieger            | Team                          |
| ------- | ------------------------------------------ | ---- | ----------------- | ----------------------------- |
| 1.–8.   | Vuelta Mexico                              | 2.2  | Jackson Rodríguez | Serramenti PVC Diquigiovanni  |
| 18.–22. | Vuelta a la Provincia de Buenos Aires      | 2.2  | nicht ausgetragen |                               |
| 26.–29. | Volta Ciclistica Internacional de Gravataí | 2.2  | Ramiro González   | Avai/Florianopolis/Senac/APGF |

### April
| Datum   | Rennen                      | Kat. | Sieger                     | Team                                          |
| ------- | --------------------------- | ---- | -------------------------- | --------------------------------------------- |
| 2.–11.  | Vuelta Ciclista del Uruguay | 2.2  | Scott Zwizanski            | Kelly Benefit Strategies                      |
| 20.–26. | Tour de Georgia             | 2.HC | abgesagt                   |                                               |
| 22.–26. | Tour de Santa Catarina      | 2.2  | Alex Diniz * Douglas Bueno | Sejelp/Fapi/Sundown Suzano/Flying Horse/Caloi |

* Alex Diniz wurde während der Tour de Santa Catarina positiv auf EPO getestet und der Sieg wurde ihm aberkannt.

### Mai
| Datum   | Rennen                                     | Kat. | Sieger                                         | Team                      |
| ------- | ------------------------------------------ | ---- | ---------------------------------------------- | ------------------------- |
| 8.      | Panamerikameisterschaft – Einzelzeitfahren | CC   | wegen Schweinegrippe verschoben auf den 23.07. |                           |
| 10.     | Panamerikameisterschaft – Straßenrennen    | CC   | wegen Schweinegrippe verschoben auf den 24.07. |                           |
| 13.–17. | Doble Sucre Potosí Gran Premio             | 2.2  | Ferney Bello                                   | Orbea America Pro Cycling |
| 16.     | Bank of America Wilmington Grand Prix      | 1.1  | Zach Bell                                      | Kelly Benefit Strategies  |
| 16.     | U.S. Open of Cycling                       | 1.1  | abgesagt                                       |                           |
| 24.     | Tour de Leelanau                           | 1.2  | abgesagt                                       |                           |
| 31.     | U.S. Air Force Cycling Classic             | 1.2  | Shawn Milne                                    | Team Type 1               |

### Juni
| Datum  | Rennen                                   | Kat.   | Sieger          | Team                                       |
| ------ | ---------------------------------------- | ------ | --------------- | ------------------------------------------ |
| 2.     | Leigh Valley Classic                     | 1.1    | abgesagt        |                                            |
| 3.–7.  | Volta do Paraná                          | 2.2    | Raul Cançado    | Cesc/Sundown/N Caixa/Calypso/Maxxis/Kuruma |
| 4.     | Reading Classic                          | 1.1    | abgesagt        |                                            |
| 4.–7.  | Coupe des Nations Ville Saguenay         | 2.Ncup | Johan Le Bon    | Frankreich                                 |
| 7.     | Commerce Bank International Championship | 1.HC   | André Greipel   | Team Columbia-High Road                    |
| 7.–21. | Vuelta a Colombia                        | 2.2    | José Rujano     | Gobernacion del Zulia                      |
| 9.–14. | Tour de Beauce                           | 2.2    | Scott Zwizanski | Kelly Benefit Strategies                   |
| 24.–5. | Vuelta a Venezuela                       | 2.2    | José Rujano     | Gobernacion del Zulia                      |

### Juli
| Datum  | Rennen                                           | Kat. | Sieger              | Team                          |
| ------ | ------------------------------------------------ | ---- | ------------------- | ----------------------------- |
| 4.     | Tour de Kootenays 1                              | 1.2  | abgesagt            |                               |
| 4.–12. | Tour de Martinique                               | 2.2  | Timothée Lefrançois | UC Nantes Atlantique          |
| 5.     | Tour de Kootenays 2                              | 1.2  | abgesagt            |                               |
| 9.     | Prova Ciclística 9 de Julho                      | 2.2  | Bruno Tabanez       | São Lucas Saude/UAC/Americana |
| 19.    | Clasico Ciudad de Caracas                        | 1.2  | abgesagt            |                               |
| 23.    | Panamerikameisterschaft – Einzelzeitfahren       | CC   | Juan Carlos López   | Kolumbien                     |
| 23.    | Panamerikameisterschaft – Einzelzeitfahren (U23) | CC   | Grégory Brenes      | Costa Rica                    |
| 24.    | Panamerikameisterschaft – Straßenrennen          | CC   | Gregorio Ladino     | Kolumbien                     |
| 24.    | Panamerikameisterschaft – Straßenrennen (U23)    | CC   | Juan Pablo Villegas | Kolumbien                     |

### August
| Datum   | Rennen                                         | Kat. | Sieger         | Team                             |
| ------- | ---------------------------------------------- | ---- | -------------- | -------------------------------- |
| 7.–9.   | Volta de Campos                                | 2.2  | Breno Sidoti   | Scott/Marcondes Cesar/Fadenp/SJC |
| 7.–16.  | Tour de la Guadeloupe                          | 2.2  | Nicolas Dumont | Only USL                         |
| 8.–13.  | Tour de New York                               | 2.2  | abgesagt       |                                  |
| 21.–23. | The Colorado Stage International Cycle Classic | 2.2  | abgesagt       |                                  |
| 23.–28. | Volta do Estado de São Paulo                   | 2.2  | Sérgio Ribeiro | Barbot-Siper                     |

### September
| Datum   | Rennen             | Kat. | Sieger               | Team                    |
| ------- | ------------------ | ---- | -------------------- | ----------------------- |
| 7.–13.  | Tour of Missouri   | 2.1  | David Zabriskie      | Garmin-Slipstream       |
| 11.–12. | Univest Grand Prix | 2.2  | Wolodymyr Startschyk | Amore & Vita-McDonald's |